# Американо-таиландские отношения
Американо-таиландские отношения — двусторонние дипломатические отношения между США и Таиландом.
В 1818 году были установлены двусторонние отношения между Таиландом и США. Государства являются близкими союзниками и дипломатическими партнерами. Согласно опросу общественного мнения Института Гэллапа, проведённому в 2012 году, 60 % тайцев одобряли политику президента США Барака Обамы, 14 % не одобряли и 26 % затруднились ответить. По состоянию на 2013 год в США обучались 7314 иностранных студентов тайского происхождения, что составляло 0,9 % от всех иностранцев, получающих высшее образование в США. Согласно глобальному опросу общественного мнения 2014 года, 73 % тайцев положительно относились к США, а 15 % — отрицательно.

## История

### XIX век

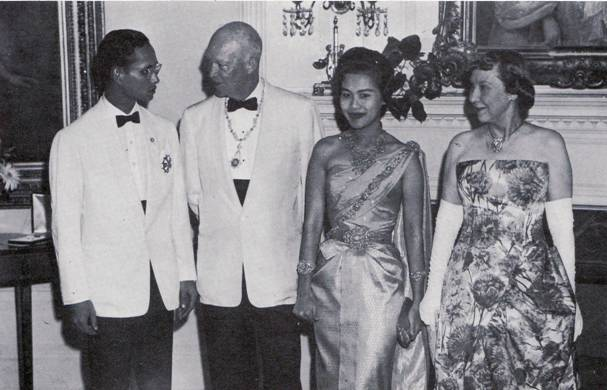
Король Пхумипон Адульядет, президент Дуайт Эйзенхауэр, королева Сирикит и Мейми Эйзенхауэр в Белом доме 28 июня 1960 года

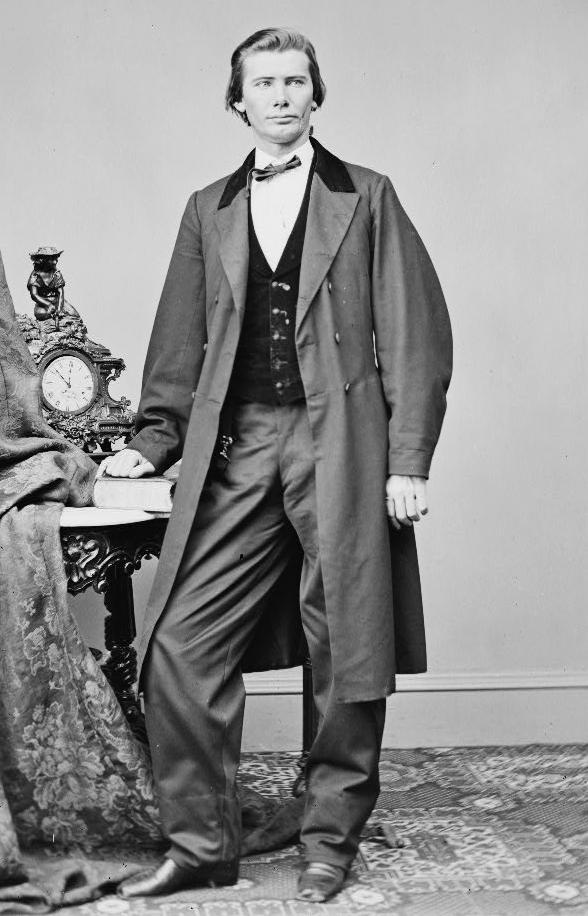
Семпрониус Гамильтон Бойд, третий посол США в Таиланде

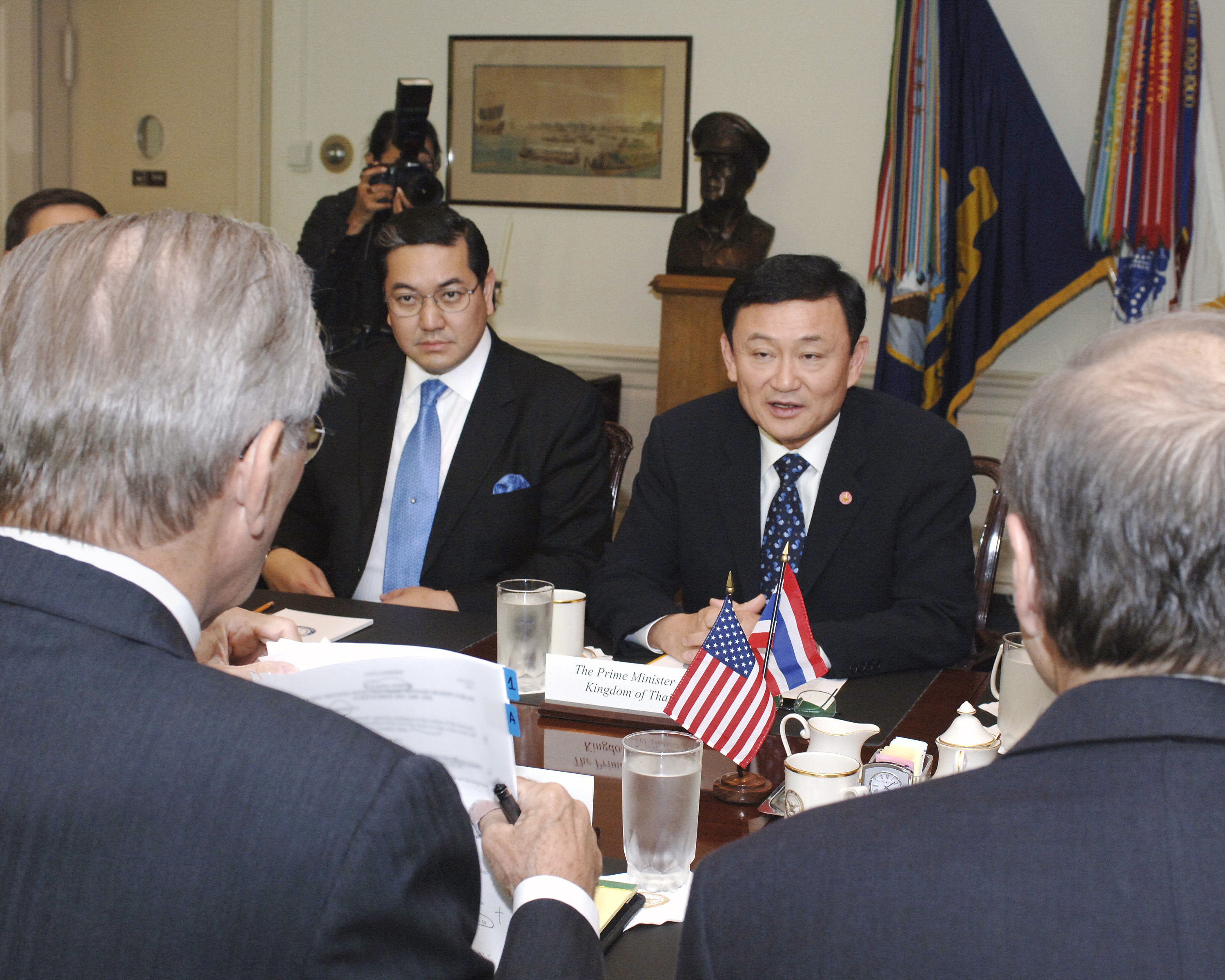
Таксин Чиннават и Суракиарт Сатхиратхай на встрече с министром обороны США Дональдом Расмфелдом 19 сентября 2005 года

Первый зарегистрированный контакт между Таиландом (тогда известным как Сиам) и Соединёнными Штатами произошел в 1818 году, когда американский капитан корабля посетил страну с письмом от президента США Джеймса Монро. Чанг и Энг Банкеры иммигрировали в начале 1830-х годов. В 1832 году президент Эндрю Джексон направил своего посланника Эдмунда Робертса на американском военном шлюпе USS Peacock к правителям Нгуена Тхань-то, Сиама и Саида ибн Султана. Робертс заключил договор о дружбе и торговле 20 марта 1833 года, в котором Чао Прайя Пхра Кланг представлял короля Чессадабодиндра, ратификацирован 14 апреля 1836 года и обнародован 24 июня 1837. Военно-морской хирург Вильям Рушенбергер сопровождал обратную миссию для обмена ратификациями. Его отчет и отчет Эдмунда Робертса были собраны, отредактированы и переизданы в книге «Два дипломата-янки в Сиаме 1830-х годов». 150-летие миссии Эдмунда Робертса было отмечено в 1982 году выпуском первого издания книги «Орёл и слон: таиландско-американские отношения с 1833 года», за которым последовало несколько переизданий, включая издание, посвященное королевскому празднованию 1987 года, и издание, посвященное золотому юбилею 1997 года. Это подтвердил бывший премьер-министр Самак Сундаравей, который в 2008 году встретился с Джорджем Бушем «по случаю празднования 175-летия таиландско-американских отношений».
Таким образом, Таиланд является первой азиатской страной, заключившей официальное дипломатическое соглашение с Соединёнными Штатами: за одиннадцать лет до Империи Цин и за двадцать один год до Сёгуната Токугава в Японии. В мае 1856 года Таунсенд Харрис, представитель президента Франклина Пирса, заключил с представителями короля Монгкута (позже Рамы IV) Договор о дружбе, торговле и мореплавании, который предоставил американцам дополнительные экстерриториальные права. Стивен Мэттун, американский миссионер, который выступал в качестве переводчика Харриса, был назначен первым консулом (представителем) Соединённых Штатов в Сиаме. В пьесе Роджерса и Хаммерштейна «Король и я» вскользь упоминается, что король планирует послать боевых слонов, чтобы помочь президенту Аврааму Линкольну в Гражданской войне. Настоящее письмо, отправленное королем Монгкутом после получения подарков из Соединённых Штатов, было адресовано президенту, когда Джеймс Бьюкенен находился у власти и предлагал слонов для племенного разведения, а не для войны. Предложение было получено Линкольном, который вежливо отказался.
По случаю 150-летия установления отношений выяснилось, что президент Эндрю Джексон подарил королю (позже известному как Рама III) золотой меч с изображением слона и орла, выгравированным на золотой рукоятке. Королю также был вручен пробный набор американских монет, в который входил доллар «Король Сиама» 1804 года, отчеканенный в 1834 году. Набор, за исключением золотой медали Джексона, был куплен Стивеном Л. за рекордную цену в 8,5 миллионов долларов США. Контурси, президент компании по оптовой торговле редкими монетами в Ирвине, Калифорния, 1 ноября 2005 года. Набор был продан компанией Goldberg Coins & Collectibles из Беверли-Хиллз, Калифорния, от имени анонимного владельца, описанного как «руководитель бизнеса Западного побережья», который купил его за более чем 4 миллиона долларов США четыре года назад.

### Начало XX века

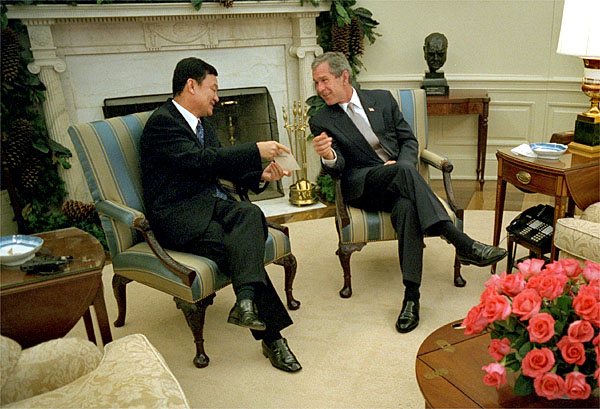
Президент США Джордж Буш на встрече с премьер-министром Таиланда Таксином Чиннаватом 14 декабря 2001 года

После смерти генерального советника по иностранным делам Густава Ролена-Жакмэна в 1902 году Пья Суриянуват, сиамский министр в Париже, получил указание найти ему замену. Он не смог найти подходящего кандидата в Европе и уведомил Пхью Акараджа Варатона, сиамского министра в Вашингтоне, что в сложившихся обстоятельствах решил нанять американца. В 1903 году бывший американский дипломат Эдвард Генри Стробель взял отпуск со своей должности профессора международного права на Юридическом факультете Гарвардского университета, чтобы представлять Королевство Сиам в Гааге в Постоянной палате третейского суда, одним из основателем которой был Густав Ролен-Жакмэн. В 1906 году Стробель переехал в Бангкок, чтобы занять должность генерального советника, где и умер 15 января 1908 года. Среди его преемников были Йенс Вестенгард (1909—1914), Уолкотт Питкин (1915—1917), Элдон Джеймс и Фрэнсис Б. Сэйр — все, кроме Питкина, бывшие профессоры права из Гарвардского университета. «Сиамское правительство доверило американскому советнику по иностранным делам действовать в интересах страны. Ему были делегированы полномочия и ответственность. Ему была предоставлена значительная степень свободы в его работе. Присутствовал на первом государственном обеде в Белом доме США в XX веке и всего лишь втором государственном ужине в истории Белого дома в апреле 1931 года, когда король Праджадипок находился с визитом в Америке, чтобы сделать операцию на глазу». Соглашение об отношениях между государствами было подписано в Вашингтоне, округ Колумбия, 16 декабря 1920 года.

### Первая мировая война
США и Сиам вступили в войну против Германии и Австро-Венгрии в 1917 году, таким образом став союзниками. После войны страны-победительницы принимали участие в Парижской мирной конференции. США принимали участие в оккупации Рейнской области, и Сиам также принимал участие в оккупации, заняв один немецкий город и несколько деревень.

### Вторая мировая война
В 1940-х годах японская армия вторглась в Таиланд и Британскую Малайю. Таиланд сопротивлялся высадке японцев на своей территории примерно 5-8 часов, затем подписал соглашение о прекращении огня и Договор о дружбе с Японией, а затем объявил войну Великобритании и США. Затем японцы двинулись по суше через малайзийско-таиландскую границу, чтобы атаковать Малайю. В это время японцы начали бомбить Сингапур.

### СЕАТО
В 1954 году Таиланд присоединился к Организации Договора Юго-Восточной Азии (СЕАТО), чтобы стать активным союзником США в холодной войне в Азии. В 1962 году было подписано соглашение, согласно которому США обещали защищать Таиланд и финансировать его армию.

### Договор о дружбе (1966 год)
После окончания Второй мировой войны Соединённые Штаты и Таиланд развили тесные отношения, что отражено в нескольких двусторонних договорах, а также в участии обеих стран в многосторонней деятельности и соглашениях ООН. Основным двусторонним соглашением является Договор о дружбе и экономических отношениях 1966 года, который облегчает экономический доступ компаний США и Таиланда к рынкам друг друга. Другие важные соглашения касаются гражданского использования атомной энергии, продажи сельскохозяйственной продукции, инвестиционных гарантий, а также военной и экономической помощи.

### Возможное соглашение о свободной торговле (2004 — настоящее время)
В июне 2004 года Соединённые Штаты и Таиланд инициировали переговоры по заключению соглашению о свободной торговле, что может уменьшить и устранить барьеры для торговли и инвестиций между двумя странами. Эти переговоры были приостановлены после роспуска таиландского парламента в феврале 2006 года и последующего государственного переворота в сентябре. Новое военное правительство выдало принудительные лицензии на несколько препаратов против ВИЧ, фактически положив конец переговорам о соглашении о свободной торговле. По словам Титинана Понгсудхирака, профессора политологии Университета Чулалонгкорна, это отодвинуло двусторонние отношения на «второй план».

### Военный переворот в Таиланде 2014 года
22 мая 2014 года Королевские вооруженные силы Таиланда во главе с генералом Праютом Чан-Оча, командующим Королевской армией Таиланда, после шести месяцев политического кризиса совершили военный переворот против временного правительства Таиланда во главе с Йинглака Чиннавата. Госсекретарь США Джон Керри выступил с заявлением, осуждающим переворот, заявив, что он «разочарован» решением армии и «этот акт будет иметь негативные последствия для американо-таиландских отношений, особенно для наших отношений с таиландскими военными».

## Сотрудничество в области безопасности

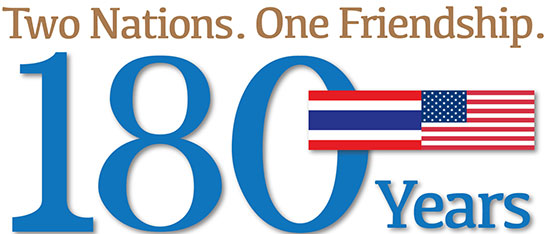
180 лет с момента установления двусторонних отношений

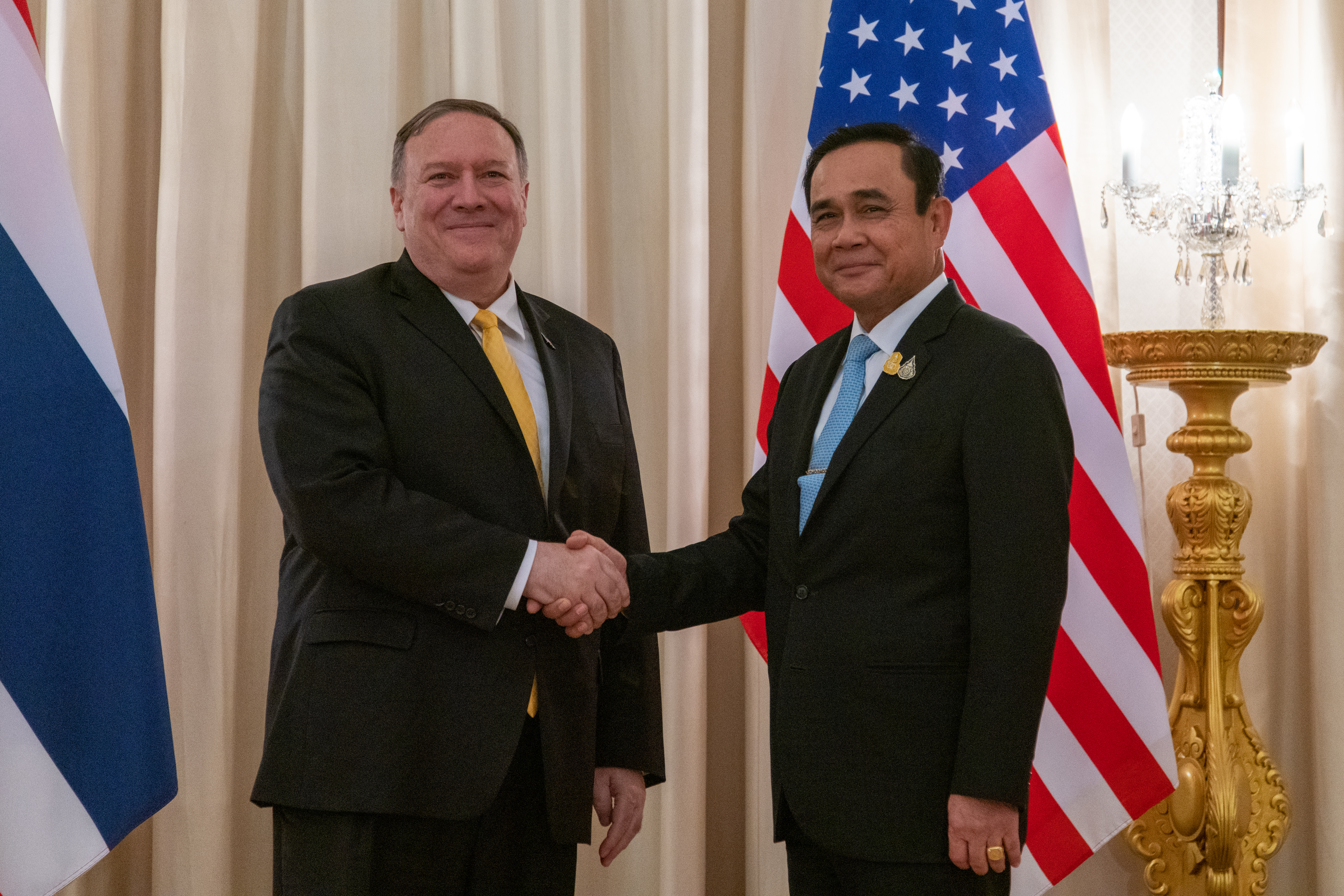
Государственный секретарь Майк Помпео на встрече с премьер-министром Праютом Чан-Оча 2 августа 2019 года

Соединённые Штаты и Таиланд входят в число стран, подписавших Манильский пакт бывшей Организации Договора Юго-Восточной Азии (СЕАТО) 1954 года. Статья IV (1) этого договора предусматривала, что в случае вооружённого нападения на территории действия договора каждый член будет действовать для отражения общей опасности в соответствии со своими конституционными процедурами. Несмотря на роспуск СЕАТО в 1977 году, Манильский пакт остаётся в силе и вместе с коммюнике Таната-Раска 1962 года составляет основу обязательств США в области безопасности перед Таиландом. Таиланд продолжает оставаться ключевым союзником по безопасности США в Азии наряду с Австралией, Японией, Филиппинами и Южной Кореей. В декабре 2003 года Таиланд является основным союзником США вне НАТО.
Таиланд получал американское военное оборудование, предметы первой необходимости, обучение и помощь в строительстве и совершенствовании объектов и сооружений на протяжении большей части периода с 1950 года. В последние десятилетия помощь США в сфере безопасности включала программы военной подготовки, проводимые в Соединённых Штатах и других странах. Небольшая военная консультативная группа США в Таиланде курировала поставку оборудования Королевским вооружённым силам Таиланда и обучение таиландского военного персонала его использованию и обслуживанию. Финансирование программ международного военного образования и обучения, а также некоторых других программ на общую сумму 29 миллионов долларов США было приостановлено после государственного переворота 19 сентября 2006 года в Таиланде. В рамках оборонного сотрудничества за последнее десятилетие Таиланд и США разработали совместную программу военных учений, в которой задействованы все службы каждой страны и в среднем проводится 40 совместных учений в год.
Аэродром Королевского военно-морского флота Таиланда У-Тапао в настоящее время является единственным объектом в Юго-Восточной Азии, способным поддерживать крупномасштабные логистические операции. Таиланд разрешил США использовать У-Тапао для посадки и дозаправки после пол1та через Тихий океан по пути к военным операциям в Ираке и Афганистане.
21 ноября 2024 г. в Бангкоке представители США и Таиланда совместно провели семинар по Инициативе по безопасности в борьбе с распространением оружия массового уничтожения в Юго-Восточной Азии (ИБОР). В ходе семинара участники: рассмотрели пути распространения оружия массового уничтожения (ОМУ), средства его доставки и сопутствующие вопросы; рассмотрели тактику, используемую странами и коалициями, обеспокоенными распространением, для сокрытия незаконных грузов; обсудили обязательства и правовые нормы по пресечению распространения ОМУ. Сообщается, что в мероприятия участники провели консультации, панельные дискуссии и «круглые столы» по проблеме семинара. Отмечается, что в семинаре также приняли участие представители Лаоса, Малайзии, Филиппин, Сингапура, Вьетнама, Австралии, Японии, Республики Корея и Великобритании.

## Экономические отношения

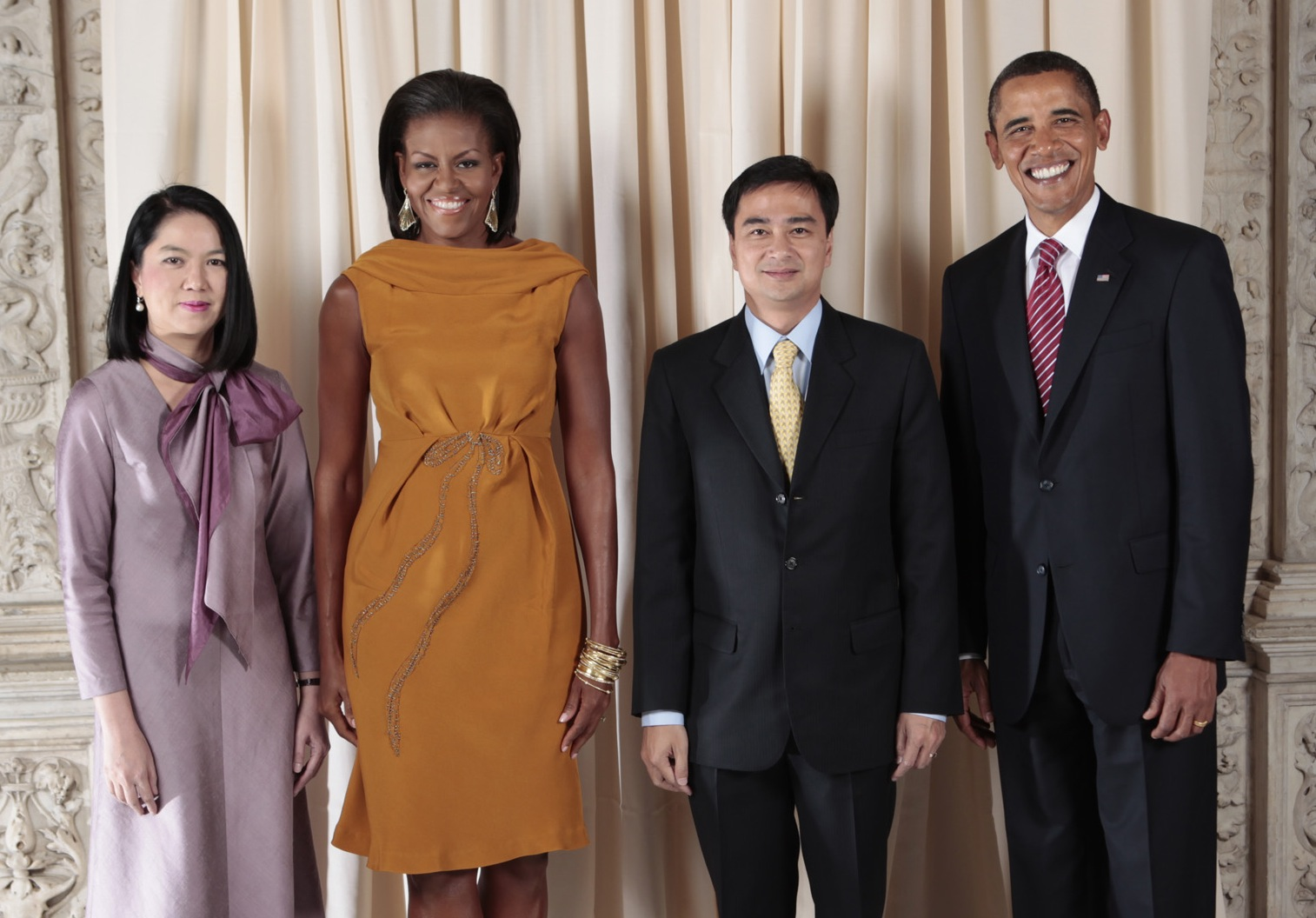
Барак Обама и Апхисит Ветчачива с супругами в Нью-Йорке в 2009 году

### Помощь
Экономическая помощь со стороны США была оказана в различных областях, включая развитие сельских районов, здравоохранение, планирование семьи, образование, а также науку и технику. Официальная программа Агентства США по международному развитию (USAID) завершилась в 1995 году. Однако существует ряд программ целевой помощи, которые продолжаются в областях, включая: программы здравоохранения и ВИЧ / СПИДа, помощь беженцам, борьбой с торговлей людьми. Корпус мира в Таиланде насчитывает около 100 добровольцев, специализирующихся на начальном образовании, с комплексной программой, включающей подготовку учителей, санитарное просвещение и экологическое просвещение.

### Торговля
Соединённые Штаты являются третьим по величине торговым партнёром Таиланда после Японии и Китая. В 2006 году импорт товаров из Таиланда составил сумму 22,5 миллиарда долларов США, а экспорт товаров в Таиланд — 8,2 миллиарда долларов США. Япония, США, Тайвань, Сингапур и Европейский союз входят в число крупнейших иностранных инвесторов Таиланда. Американские инвестиции, сосредоточенные в нефтяном и химическом секторах, финансовом секторе, потребительских товарах и производстве автомобилей, оцениваются в 21 миллиард долларов США.
По данным Bangkok Post, по состоянию на 2021 год Таиланд остается в списке наблюдения Торгового представителя США, поскольку пытается пресечь нарушения интеллектуальной собственности и онлайн-пиратство.

## Текущие двусторонние проблемы

### Борьба с наркотиками

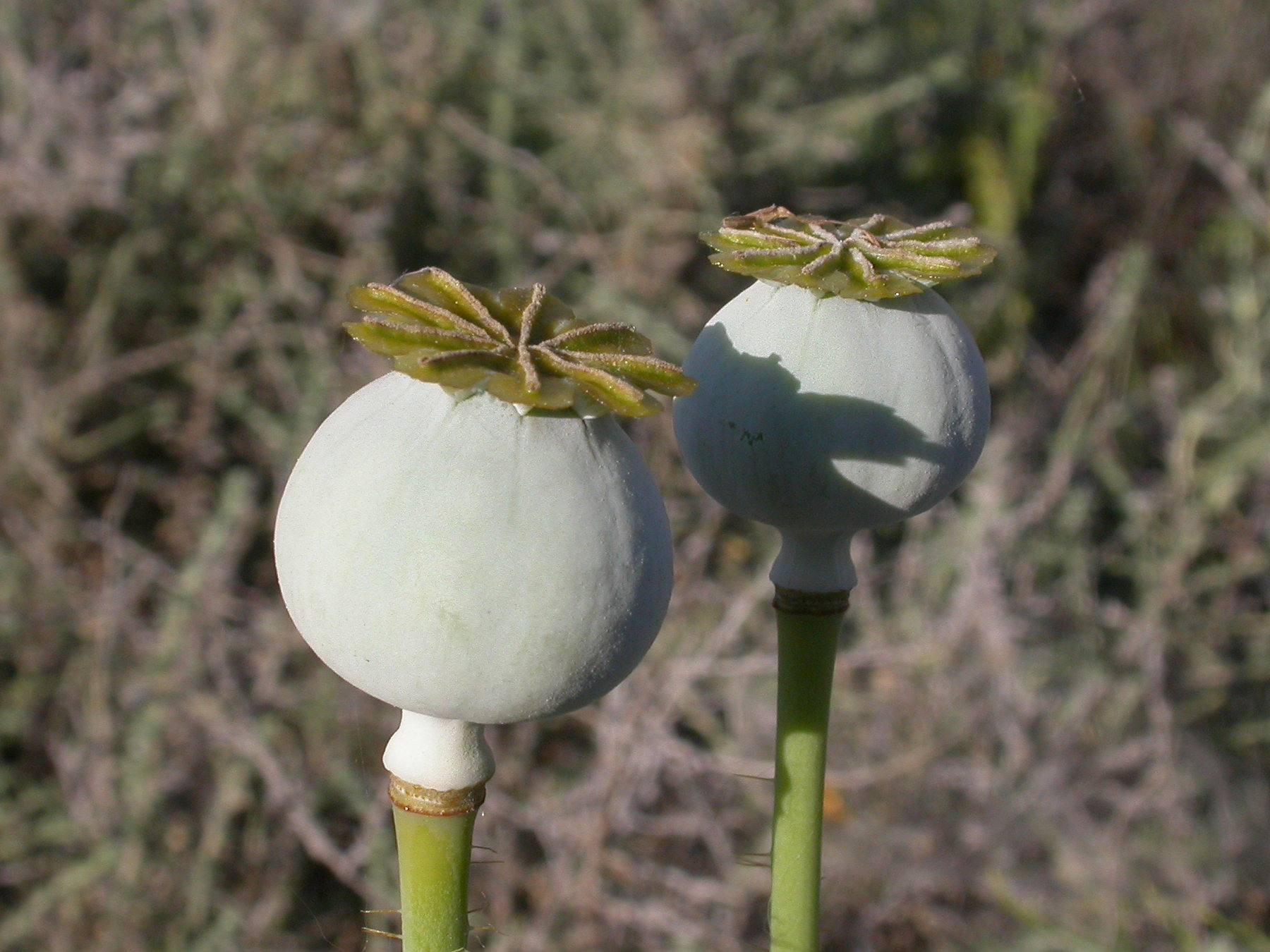
Граница Таиланда с Мьянмой и Лаосом известна как «Золотой треугольник»

Таиланд остается маршрутом незаконного оборота наркотиков из «Золотого треугольника», границы Мьянмы, Лаоса и Таиланда, как на внутренний таиландский, так и на международный рынок. Крупномасштабное производство и доставка партий опия и героина из Мьянмы в предыдущие годы в значительной степени были заменены широко распространенной контрабандой таблеток метамфетамина (йа ба), хотя изъятие героина вдоль границы продолжают происходить временами. Соединённые Штаты и Таиланд тесно сотрудничают друг с другом и с Организацией Объединённых Наций по широкому спектру программ по прекращению незаконного оборота и употребления наркотиков, а также другой преступной деятельности. США поддерживают Международную академию правоохранительных органов (ILEA) в Бангкоке, которая предоставляет программы по наращиванию потенциала в области борьбы с наркотиками и преступностью для сотрудников правоохранительных и судебных органов из ряда стран региона.
По словам генерала США Барри Маккефри: «отличные американо-таиландские отношения в борьбе с наркотиками стали огромным успехом и стимулом для более тесного регионального сотрудничества».

### Война с терроризмом

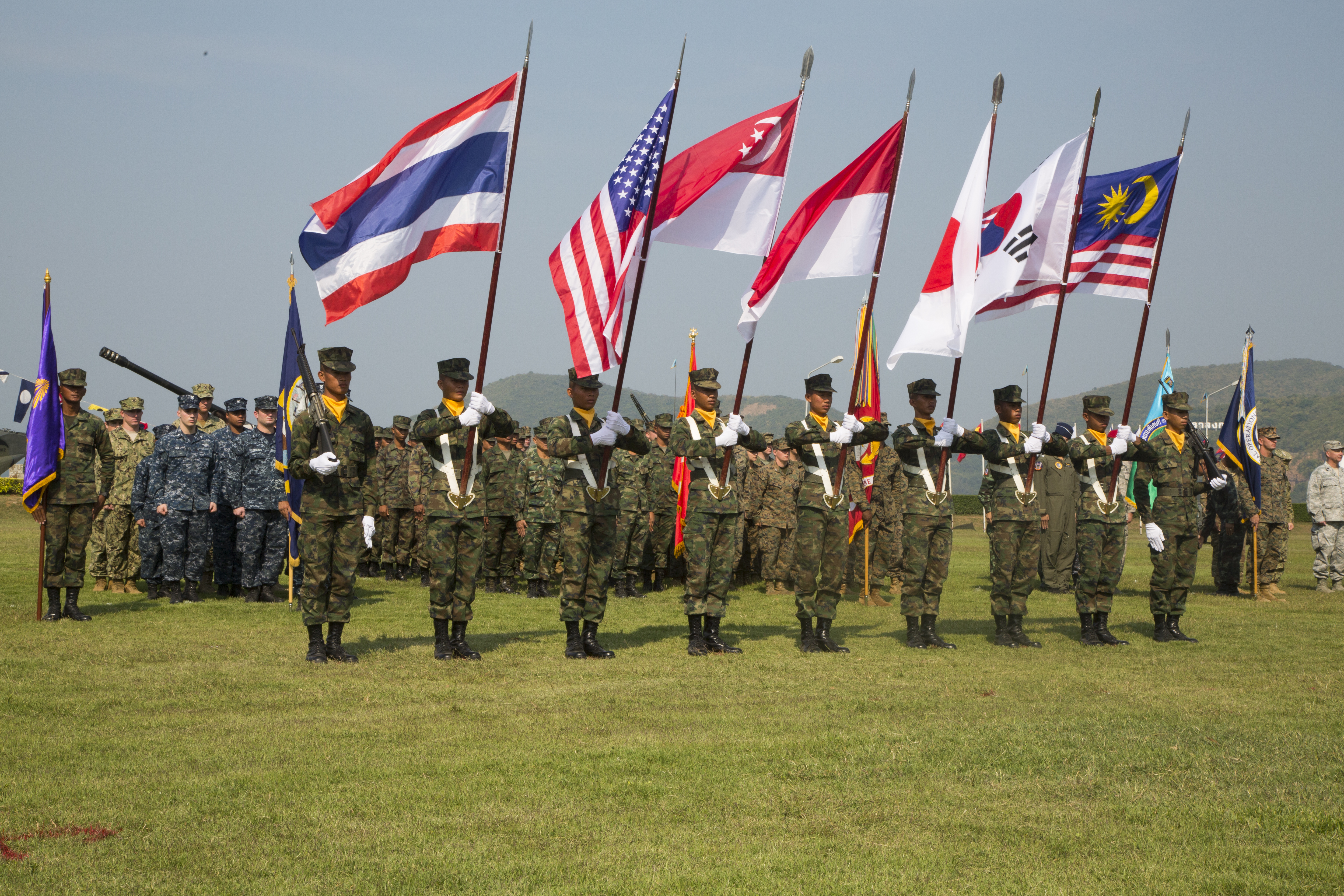
Военнослужащие многонациональных сил стоят в строю во время церемонии открытия учений Cobra Gold в штаб-квартире Королевской морской пехоты Таиланда в Саттахипе

Таиланд сыграл важную роль в войне США с терроризмом, обеспечивая доступ к военным объектам, обмениваясь информацией о передвижениях террористических организаций и подозреваемых террористов, предлагая военный инженерный и медицинский персонал для поддержки усилий по восстановлению Афганистана. Наиболее заметным элементом этого сотрудничества стала совместная операция ЦРУ и таиландской полиции, в ходе которой в 2003 году был задержан Ридуан Исамуддин (более известный под псевдонимом Хамбали).
По словам Шона Криспина, редактора Asia Times по Юго-Восточной Азии, Таиланд представляет собой один из некогда сильных, а теперь напряжённых двусторонних союзов США. Криспин предполагает, что долгая история двустороннего сотрудничества и опасения Таиланда по поводу подъёма Китая позволили Джорджу Бушу добиться своего с этой страной. Война США с терроризмом в сочетании с исламским повстанческим движением на юге Таиланда создала напряжённость, особенно в отношениях с «Народным союзом за демократию». США оказали давление на Таиланд и позволили ему подавить повстанческое движение более активной военной силой.
В 2008 году таиландские суды отказались выдать в США Джамшида Гассеми, гражданина Ирана, обвиняемого в контрабанде частей ракет, что стало первой неудачной экстрадицией между этими странами. Трения между США и Таиландом также усилились, когда Таиланд отказался быстро экстрадировать российского торговца оружием Виктора Бута, по словам Криспина, сигнализируя о том, что Вашингтон медленно, но верно теряет влияние на своего давнего стратегического союзника. Криспин считал без сомнения важным тот факт, что госсекретарь Хиллари Клинтон во время своей первой поездки в Юго-Восточную Азию решила посетить Индонезию, а не Таиланд.

### Субсидии на рис

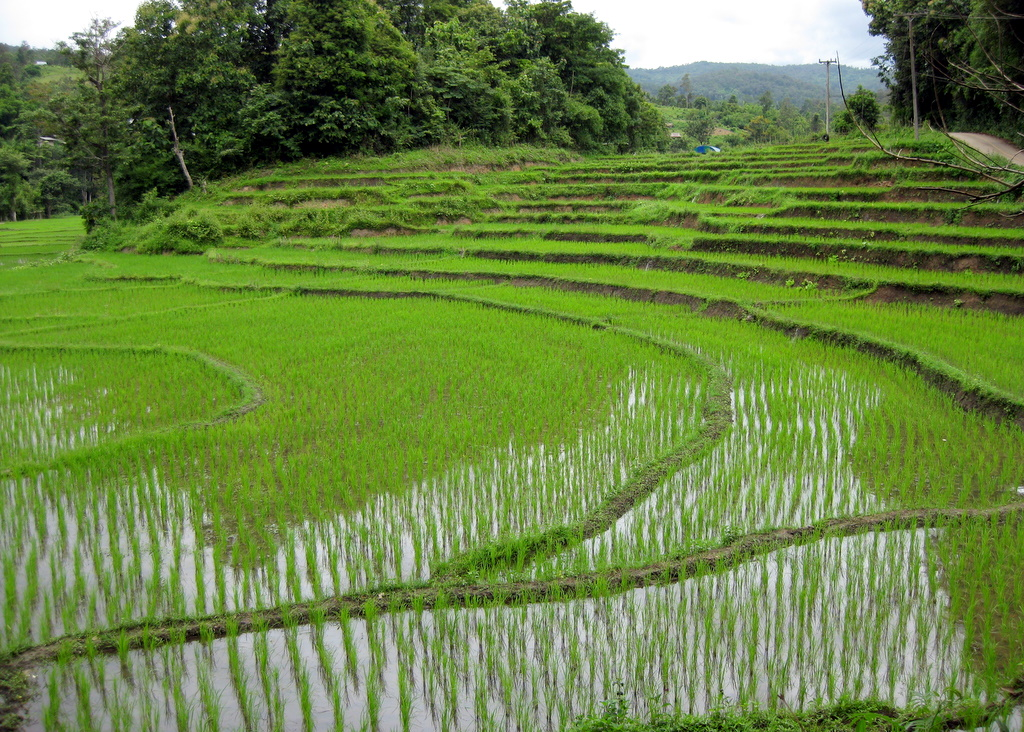
В производстве риса в Таиланде занято примерно две трети населения, что вызывает разногласия по поводу субсидий на рис в США

С 1980-х годов субсидии фермерам США на производство риса, наряду с проблемами авторского права и патентов, представляют собой основные проблемы в торговых связях между государствами. Субсидия на рис была одним из основных препятствий на пути переговоров о двустороннем соглашении о свободной торговле. Примерно две трети населения Таиланда выращивают рис, и субсидии США серьёзно обостряют американо-таиландские отношения, поскольку Бангкок оказывается не в состоянии объяснить потерю доходов 35 миллионов своих фермеров, выращивающих рис. Финансируемые Министерством сельского хозяйства США исследования по производству сортов жасминового риса, способных расти в США, рассматриваются многими таиландскими фермерами, как биопиратство. В 2005 году таиландские фермеры, выращивающие рис, собрались возле посольства США, чтобы скандировать традиционный ритуал, призванный принести несчастье врагам. Протесты фермеров также произошли возле посольства США во время министерской встречи ВТО в Дохе в 2001 году.
Официальные лица Таиланда резко раскритиковали Закон о безопасности ферм и сельских инвестициях 2002 года и в ответ присоединились к двум делам ВТО по разрешению споров против США: одному против компенсации антидемпинговых субсидий и делу о креветках и черепахах. По данным Oxfam, США ежегодно тратят 1,3 миллиарда долларов США на субсидирование риса для выращивания урожая, выращивание которого обходится в 1,8 миллиарда долларов США, что позволит им стать вторым по величине мировым экспортером риса (после Таиланда) и продавать рис на 34 % ниже себестоимости производства. После избрания Барака Обамы и глобального финансового кризиса 2008 года в Таиланде возникли опасения по поводу возобновления протекционизма США.

### Рост влияния Китая
По мнению Stratfor, поддержка Бангкока может оказаться решающей для Соединённых Штатов в ближайшие годы, поскольку они ведут войну против воинствующих исламских группировок в регионе и готовятся к увеличению китайской мощи. Однако, по словам Криспина, очевидно, что Таиланд не разделяет американское восприятие угрозы быстрого регионального подъёма Китая, пытаясь поддерживать прочные отношения как с Китам, так и с США.
По словам одного аналитика, несмотря на то, что Таиланд является как двусторонним, так и многосторонним союзником США по договору, а также имеет статус основного союзника вне НАТО, Таиланд вряд ли учитывается в региональной стратегии Вашингтона. После военного переворота в Таиланде в 2014 году Китай стал ведущим торговым партнером этой страны и вторым по величине источником иностранных инвестиций. Военный бюджет Таиланда на 2017 финансовый год включал покупку как минимум одной китайской подводной лодки и китайской бронетехники. Премьер-министр Китая стал первым иностранным гражданином, когда-либо выступавшим перед парламентом Таиланда. К учениям китайско-таиландской армии, начатым при премьер-министре Таксине, добавились совместные военно-морские учения.

## Посольства
У США есть посольство в Бангкоке, одно из крупнейших в мире, и консульство в северном городе Чиангмай. Таиланд имеет посольство в Вашингтоне и консульства в Нью-Йорке, Чикаго и Лос-Анджелесе.
В 2020 году главными сотрудниками посольства США были:
- Посол — вакансия;
- Временный поверенный в делах — Майкл Хит;
- Исполняющий обязанности заместителя главы миссии — Джеймс Уэйман;
- Исполняющий обязанности советника по политическим вопросам — Адам Уэст;
- Советник по экономическим вопросам — Эд Сагертон;
- Советник по связям с общественностью — Митчелл Мосс;
- Генеральный консул — Скотт Сесил;
- Советник по вопросам управления — Кент Стиглер;
- Офицер региональной безопасности — Ноэль Ликари;
- Международные вопросы борьбы с наркотиками и правоохранительной деятельности — Грег Шоу.

## Секретные тюрьмы ЦРУ
Сообщается, что ЦРУ управляло секретной тюрьмой в Таиланде, где подозреваемых в терроризме допрашивали и пытали перед помещением в тюрьму в Гуантанамо. Это место называли «секретной тюрьмой», поскольку его существование не признается правительством США. Все правительства Таиланда с 2002 года также отрицали его существование. Это место называли по-разному: «Зелёное место задержания» и «Кошачий глаз». Его местонахождение остается тайной, несмотря на попытки СМИ найти секретную тюрьму. Некоторые эксперты полагают, что эта тюрьма может быть в провинции Удонтхани. Есть мнение, что эта тюрьма находится на авиабазе к юго-востоку от Бангкока, используемой американскими войсками в качестве дозаправочного узла для рейсов в Афганистан. Другие эксперты указывают на часть международного аэропорта Донмыанг в Бангкоке, контролируемую Королевскими ВВС Таиланда. Сообщается, что тюрьма была закрыта в декабре 2002 года.